# Herbstkummer (Bruckner)
Herbstkummer, WAB 72 ist ein Lied von Anton Bruckner aus dem Jahr 1864.

## Geschichte
Bruckner komponierte das Lied über einen Text von Ernst im April 1864 während seines Aufenthalts in Linz. Es ist nicht bekannt, zu welchem Zweck das Lied verfasst wurde.
Das Originalmanuskript ist verschollen. Eine Kopie wird aber im Archiv der Österreichischen Nationalbibliothek aufbewahrt. Eine Transkription von Emil Posch findet sich auch im Stadtarchiv von Linz. 1930 erschien das Werk in Band III/2, S. 152–157 der Göllerich/Auer-Biographie. Das Lied wird in Band XXIII/1, Nr. 3 der Gesamtausgabe veröffentlicht.

## Text
Das Lied verwendet einen Text von Ernst.
Die Blumen vergehen, der Sommer ist hin,

Die Blätter verwehen. Das trübt mir den Sinn.

Ein Röslein, das bracht’ ich im Sommer ins Haus,

Es hält ihn, so dacht’ ich, den Winter wohl aus.

Die Vögelein sangen, es lauschte der Hain,

Die Rehlein, sie sprangen im Mondenschein,

Der Blümlein so viel hier erblühten im Tal,

Von allen gefiel mir das Röslein zumal.

Der Herbst ist gekommen, der Sturm braust heran,

Die Luft ist verglommen, der Winter begann.

Gern wollt’ ich nicht klagen um Stürme und Schnee,

Könnt’s Röslein ertragen das eisige Weh!

O schon’ mir die Zarte, das liebliche Kind,

Die Eiche, die harte, umbrause du, Wind!

Blüh’, Röslein, ohn’ Bangen, von Liebe bewacht,

Bis Winter vergangen und Mai wieder lacht!

## Musik
Das 62-Takte lange Werk in e-Moll ist für Solostimme und Klavier besetzt. Die emotionale Stimmung des romantischen Textes wird durch Triolen Figuren auf dem Klavier, chromatische Entwicklungen, Fermaten, Pausen und den Kontrast E-Dur/e-Moll umrissen.

## Diskografie
Es gibt vier Aufnahmen von Herbstkummer:
- Marie Luise Bart-Larsson (Sopran), Gernot Martzy (Klavier), Kammermusikalische Kostbarkeiten von Anton Bruckner – CD: Weinberg Records SW 01 036-2, 1996
- Robert Holzer (Bass), Thomas Kerbl (Klavier), Anton Bruckner Lieder/Magnificat – CD: LIVA 046, 2011. NB: Transponiert in h-Moll.
- Elisabeth Wimmer (Sopran), Daniel Linton-France (Klavier) in: Bruckner, Anton – Böck liest Bruckner II – CD Gramola 99237, 2020
- Calmus Ensemble Herbstkummer, WAB 72 – Bruckner Vocal – Carus, 2023 (bearb. Rathbone für Vokalquartett)
- Günther Groissböck (Bass), Malcolm Martineau (Klavier) – Männerliebe und Leben – CD Gramola 99294, 2024